# Hospital de día

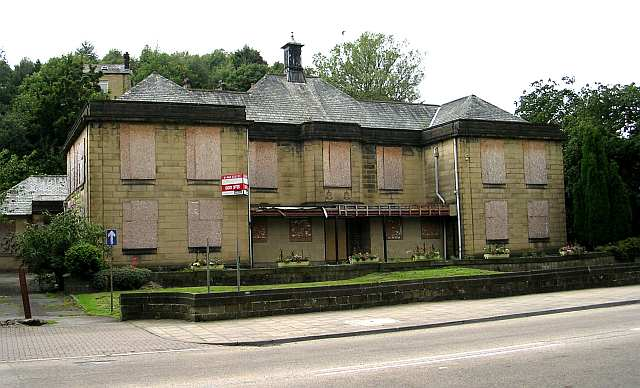
El Centro Médico Abraham Ormerod - Burnley Road También sirvió como hospital de día.

Un hospital de día es una estructura sanitaria asistencial por el cual el paciente recibe las técnicas terapéuticas que requiere sin necesidad de abandonar su entorno familiar. El paciente es internado por un plazo de horas determinado (8, 12, etc.) durante las cuales recibe todos los tratamientos especializados (terapias con aparatos, análisis, control posoperatorio, etc.) por parte de personal especializados que requieren seguimiento o aparatos médicos que deben ser manipulados dentro de instalaciones médicas. Al finalizar la atención el paciente vuelve a su hogar.
Las patologías que se pueden tratar en un hospital de día incluyen los consumos problemáticos y adicciones, trastornos alimenticios (anorexia y bulimia, por ejemplo), ciertas enfermedades psiquiátricas, enfermedades de la vejez, tratar trastornos infantiles o recibir tratamientos oncológicos. Cada hospital de día tiene diferentes horarios y recursos de personal, e incluso abarcan áreas de tratamiento diferentes.